# Gimena Blanco
Gimena Blanco (5 de dezembro de 1987) é uma futebolista argentina que atua como meia.

## Carreira
Gimena Blanco integrou o elenco da Seleção Argentina de Futebol Feminino, nas Olimpíadas de 2008. 